# Khairabad
Khairabad là một thành phố và là nơi đặt ban đô thị (municipal board) của quận Sitapur thuộc bang Uttar Pradesh, Ấn Độ.

## Địa lý
Khairabad có vị trí 27°32′B 80°45′Đ / 27,53°B 80,75°Đ Nó có độ cao trung bình là 138 mét (452 feet).

## Nhân khẩu
Theo điều tra dân số năm 2001 của Ấn Độ, Khairabad có dân số 38.364 người. Phái nam chiếm 52% tổng số dân và phái nữ chiếm 48%. Khairabad có tỷ lệ 49% biết đọc biết viết, thấp hơn tỷ lệ trung bình toàn quốc là 59,5%: tỷ lệ cho phái nam là 55%, và tỷ lệ cho phái nữ là 42%. Tại Khairabad, 16% dân số nhỏ hơn 6 tuổi.